# なかった
『なかった』とは日本思想史学者の古田武彦の直接編集による、日本史についての不定期刊行の雑誌。副題は「真実の歴史学」。

## 概要
ミネルヴァ書房から各号A5判200ページ前後の体裁で刊行された。

## 発刊期間
2006年から2009年の間に6号まで刊行された。2012年に「なかった 別冊 1」として『漫画・「邪馬台国」はなかった』が刊行された。

## 書誌情報

### 創刊号
古田武彦 直接編集 編『なかった 真実の歴史学』 創刊号、ミネルヴァ書房、2006年5月30日。ISBN 978-4-623-04669-0。
1. 古田による古代通史－連載－第１回　古田武彦／著
2. 九州王朝論－白方勝氏に答える　学界批判－古田武彦／著
3. 『大化改新詔の信憑性』（井上光貞氏）の史料批判－研究発表－古田武彦／述
4. 敵祭－松本清張さんへの書簡　連載－第１回　古田武彦／著
5. 「随筆」について－論考・エッセイ－安藤哲朗／著
6. 明日を拓く「古田史学」－新東方史学会発足に期待　論考・エッセイ－北村明也／著
7. 『國体の本義』批判の今日的意義－論考・エッセイ－藤沢徹／著
8. 条里制の開始時期－論考・エッセイ－水野孝夫／著
9. 「和田家文書」復刻版発行について－遺稿－藤本光幸／著
10. 三つの問い－読者から－宮崎宇史／著
11. 若き読者への回答－宮崎宇史さんへ　読者へ－古田武彦／著
12. 「心」という迷宮－漱石『心』論　前編　連載－田遠清和／著
13. ちくしの女王「ヒミカ」－連載－第１回　酒井紀年／著
14. 太陽の娘ヒミカ－予告編－古田武彦／監修　深津栄美／作　おおばせつお／画
15. オロチ語－簡約ロシア語＝オロチ語辞典　連載－松本郁子／訳

### 第二号
古田武彦 直接編集 編『なかった 真実の歴史学』 第二号、ミネルヴァ書房、2006年12月20日。ISBN 978-4-623-04767-3。
1. 九州王朝の門柱（太宰府）　九州年号の木簡（芦屋市）　「国引き神話」の新理論（ウラジオストク）－三つの学界批判－古田武彦／著
2. 太田覚眠と「トマスによる福音書」－講演－第１回　古田武彦／述
3. 古田による古代通史－連載－第２回　古田武彦／著
4. 敵祭－松本清張さんへの書簡　連載－第２回　古田武彦／著
5. 「天は人の上に人を造らず」をめぐって－論考・エッセイ－安川寿之輔／著
6. 渡嶋と粛慎について－渡嶋は北海道ではない　論考・エッセイ－合田洋一／著
7. 私の視力が衰えない内であることを－論考・エッセイ－倉田卓次／著
8. 高校生への回答－中島原野君へ　読者へ－古田武彦／著
9. 先輩への御回答－浅野雄二さんへ　読者へ－古田武彦／著
10. 神武がきた道－連載－第１回　伊東義彰／著
11. 「心」という迷宮－漱石『心』論　後編　連載－田遠清和／著
12. 太陽の娘ヒミカ－連載－第１回　古田武彦／監修　深津栄美／作　おおばせつお／画
13. ちくしの女王「ヒミカ」－連載－第２回　酒井紀年／著
14. オロチ語－簡約ロシア語＝オロチ語辞典　連載－第２回　松本郁子／訳

### 第三号
古田武彦 直接編集 編『なかった 真実の歴史学』 第三号、ミネルヴァ書房、2007年5月30日。ISBN 978-4-623-04913-4。
1. 秋田孝季論　古田武彦／著
2. 悪霊に取り憑かれた暗黒の村－『東日流外三郡誌』についての回想－西村俊一／著
3. 太田覚眠と「トマスによる福音書」　第２回　古田武彦／著
4. 古田による古代通史　第３回　古田武彦／著
5. 敵祭－松本清張さんへの書簡－第３回　古田武彦／著
6. 現存する二倍年暦－インドネシア（バドイ）からの報告－香川正／著
7. 「万葉集」防人歌を問う　上城誠／著
8. 謎の寺、法隆寺　新庄智恵子／著
9. 円仁の見た開元寺奉納壁画－奉納者名簿の検討－吉田尭躬／著
10. 田口利明『九州王朝と日本の古代』を読む　古田武彦／著
11. 松本郁子『太田覚眠と日露交流』を読む　古田武彦／著
12. 渡嶋と粛慎－渡嶋は北海道ではない－第１回　合田洋一／著
13. 神武がきた道　第２回　伊東義彰／著
14. 太陽の娘ヒミカ　第２話　挿話　火の池の話　古田武彦／監修　深津栄美／作　おおばせつお／画
15. ちくしの女王「ヒミカ」　第３回　酒井紀年／著
16. オロチ語－簡約ロシア語＝オロチ語辞典－第３回　松本郁子／訳

### 第四号
古田武彦 直接編集 編『なかった 真実の歴史学』 第四号、ミネルヴァ書房、2008年2月10日。ISBN 978-4-623-05056-7。
1. 南米の古代日本語地名　古田武彦／著
2. エクアドルで報道された特集記事－“EL UNIVERSO”二〇〇七年三月一八日付－大下隆司／訳
3. 『古事記のひみつ』著者、三浦佑之氏へ　古田武彦／著
4. 親鸞の伝承と史料批判　古田武彦／述
5. 古田による古代通史　第４回　古田武彦／著
6. 敵祭－松本清張さんへの書簡－第４回　古田武彦／著
7. 言語と方言の比較－南米と縄文の女陰考－藤沢徹／著
8. 万葉集「防人歌」を問う　その２　上城誠／著
9. 太田覚眠の筆跡研究－「御本尊奉安の箱」をめぐって－松本郁子／著
10. 『和田家資料』（１～４）を読む　古田武彦／著
11. 『志賀島・玄海島』（福岡市埋蔵文化財調査報告書第三九一集）を読む　古田武彦／著
12. 読者への回答－吉村徹さんへ－古田武彦／著
13. 読者への回答－平松健さんへ－古田武彦／著
14. 渡嶋と粛慎－渡嶋は北海道ではない－第２回　合田洋一／著
15. 神武が来た道　第３回　伊東義彰／著
16. ちくしの女王「ヒミカ」　最終回　酒井紀年／著
17. 太陽の娘ヒミカ　第３話　汐里と早蕨男の話　古田武彦／監修　深津栄美／作　おおばせつお／画
18. オロチ語－簡約ロシア語＝オロチ語辞典－第４回　松本郁子／訳

### 第五号
古田武彦 直接編集 編『なかった 真実の歴史学』 第五号、ミネルヴァ書房、2008年6月30日。ISBN 978-4-623-05190-8。
1. 大化改新批判　古田武彦／著
2. 古田による古代通史　第５回　古田武彦／著
3. 敵祭－松本清張さんへの書簡－第５回　古田武彦／著
4. 「裸国」「黒歯国」の頃の南米－古代のエクアドル・中南米の文化について－大下隆司／著
5. 鴫原一族の跡を歩く　菊地栄吾／著
6. 万葉集「防人歌」を問う　その３　上城誠／著
7. 編集者への回答－田村研平さんへ－古田武彦／著
8. 読者への回答－深津栄美さんへ－古田武彦／著
9. 渡嶋と粛慎－渡嶋は北海道ではない－最終回　合田洋一／著
10. 神武が来た道　最終回　伊東義彰／著
11. 太陽の娘ヒミカ　最終話　ヒミカの佐用捜し　古田武彦／監修　深津栄美／作　おおばせつお／画
12. オロチ語－簡約ロシア語＝オロチ語辞典－第５回　松本郁子／訳

### 第六号
古田武彦 直接編集 編『なかった 真実の歴史学』 第六号、ミネルヴァ書房、2009年7月20日。ISBN 978-4-623-05337-7。
1. 金石文の九州王朝――歴史学の転換　古田武彦／著
2. 「寛政原本」の出現について　古田武彦／著
3. 名代論――孝季と崇道天皇　古田武彦／著
4. 北朝認識と南朝認識――文字の伝来　古田武彦／著
5. 清水淹氏の「短里」論文をめぐって　古田武彦／著
6. 丸山雍成『邪馬台国――魏使が歩いた道』をめぐって　古田武彦／著
7. 西谷正『魏志倭人伝の考古学』をめぐって　古田武彦／著
8. 連載　敵祭――松本清張さんへの書簡　第六回　古田武彦／著
9. 沈黙の証言――『こころ』論　古田武彦／著
10. 難升米について――日韓交流のキーマン　古田武彦／著
11. 日本における書写材料についての一考察　菅野拓／著
12. 日本書紀編者は短里説であった　清水淹／著
13. 隋書、新・旧唐書の東夷伝も短里　清水淹／著
14. 侏儒国の痕跡を沖の島（宿毛）に見た　合田洋一／著
15. 「万葉集」防人歌を問う　最終章　上城誠／著
16. 冨谷至『錯誤と漢籍』を読む　古田武彦／著
17. 安本美典『「邪馬台国畿内説」徹底批判』を読む　古田武彦／著
18. オロチ語――簡約ロシア語＝オロチ語辞典　第六回　松本郁子／訳
19. 反射布の反射特性（反射分布特性、（偏角）分光反射）測定
20. 韓国語訳（難升米について）
21. 第Ⅰ期完結記念付録DVD

### 別冊1号
- 福與篤『漫画・「邪馬台国」はなかった』古田武彦 解説、ミネルヴァ書房〈なかった 別冊 1〉、2012年1月10日。ISBN 978-4-623-05614-9。

1. Part.1 疑問だらけの「邪馬台国」
2. Part.2 秋田君、西晋の洛陽にワープ！
3. Part.3 「三国志」の「里程」について
4. Part.4 俾弥呼と鏡
5. Part.5 倭女王・俾弥呼と魏との交流
6. Part.6 俾弥呼の墓
7. Part.7 陳寿小伝
8. Part.8 秋田君の帰還
9. あとがき
10. 解説／古田武彦
11. 倭人伝原文・読み下し文

## 関連文献
- 古田武彦『俾弥呼（ひみか） 鬼道に事え、見る有る者少なし』ミネルヴァ書房〈ミネルヴァ日本評伝選 100〉、2011年9月10日。ISBN 978-4-623-06148-8。
- 古田武彦『真実に悔いなし 親鸞から俾弥呼へ日本史の謎を解読して』ミネルヴァ書房〈シリーズ「自伝」my life my world 15〉、2013年9月30日。ISBN 978-4-623-06752-7。

## 関連人物
- 親鸞
- 難升米
- 夏目漱石
- 卑弥呼
- 福澤諭吉
- 松本清張
- 安川寿之輔
- 安本美典